# Sonora Borinquen
Sonora Borinquen est un groupe de musique tropicale uruguayen. Il a été fondé le 28 février 1964 par le chef d'orchestre et chanteur Juan Carlos Goberna.
L'orchestre fut créé à Montevideo le 28 février 1964, influencé par la musique tropicale.
Le 30 octobre 2012, le chef de la bande, musicien, compositeur et chanteur Juan Carlos Goberna, a été honoré en tant que citoyen distingué de Montevideo.
Les 2013, Sonora Borinquen célèbre son cinquantième anniversaire en musique avec un concert gratuit au Teatro de Verano Ramón Collazo.

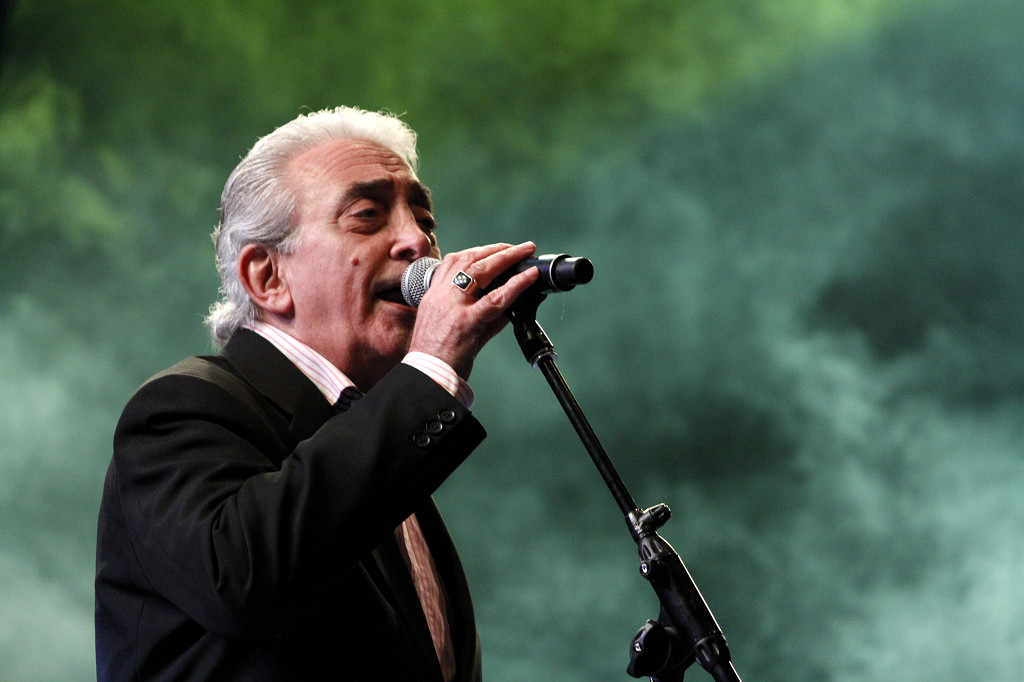
Carlos Goberna en 2014.

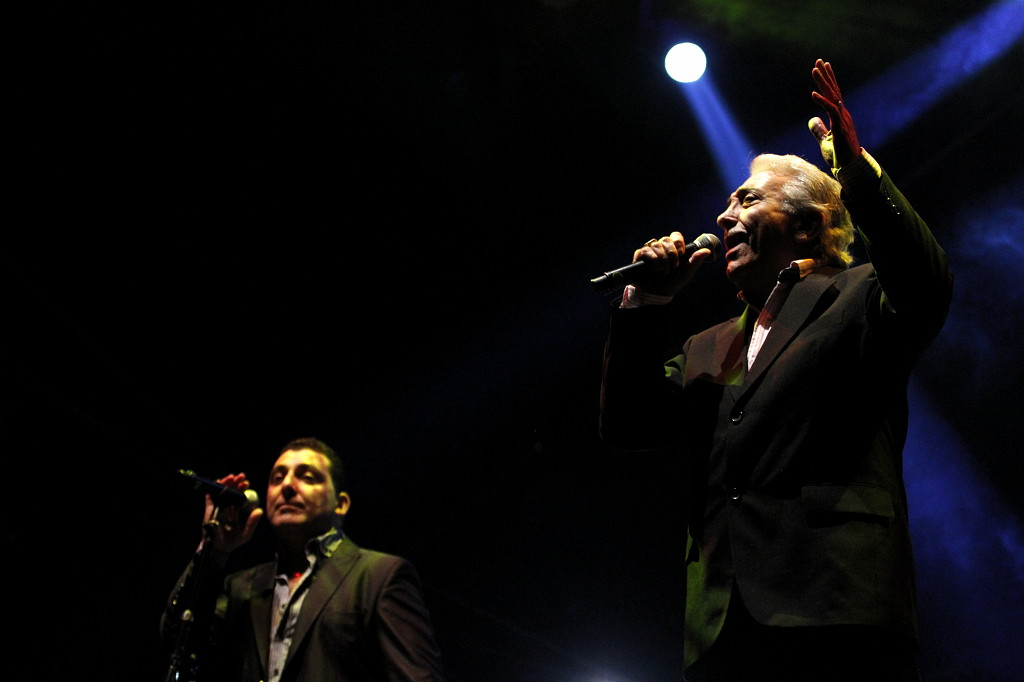
Carlos "Junior" Goberna et Carlos Goberna en 2014.

## Membres
- Juan Carlos Goberna
- Gonzalo Magariños
- Andrés Angelelli
- Daniel Romero
- Gabriel Santos
- Héctor Serafín
- Wilson Rodríguez
- Eduardo Maidana
- Pablo Goberna
- Carlos Junior Goberna, hijo.

## Anciens membres
- Oscar Leis
- Roberto "Palito" Boston
- Esteban Osano
- Pablo Silva
- Sebastián Natal
- Pedro Freire
- Richard Madruga
- Dardo Martínez
- Héctor Regalini
- Julio Rodríguez
- Walter Soba
- Rodolfo Morandi
- Jorge Barreiro
- José Misa
- Eliceo Giménez
- Carlos Pomposi
- Luis Dornell
- José Goberna

## Discographie
| Année | Titre (en espagnol)        |
| ----- | -------------------------- |
| 1964  | Así es Borinquen           |
| 1968  | Con toda el alma           |
| 1969  | Así es Borinquen           |
| 1973  | Tiembla el firmamento      |
| 1971  | Tuya                       |
| 1974  | Diez años                  |
| 1979  | Aniversario                |
| 1979  | El duelo                   |
| 1981  | Mírame                     |
| 1984  | Camionero                  |
| 1987  | Identidad                  |
| 1989  | Bodas de plata             |
| 1989  | La noche                   |
| 1991  | Chévere                    |
|       | Carlos 1° rey de ensalada. |
|       | Una fiesta en el batey.    |
|       | Goberna mix 1.             |
|       | El desafio.                |
|       | Ellos se juntan.           |
|       | Dios los cría              |
|       | Amor sagrado               |
|       | Sin tabú                   |
|       | Bodas de plata.            |
|       | El bonchon.                |
|       | Así es borinquen.          |
|       | Con toda el alma.          |
|       | Sonora Borinquen.          |
| 2002  | Borinquen en Nueva York.   |
| 2011  | Los campeones de la salsa  |